# Francisco Roig
Francisco Roig Genís (Barcelona, 1 de abril de 1968) é um ex-tenista profissional espanhol.